# Laurent Pionnier
Laurent Pionnier (Bagnols-sur-Cèze, Francia, 24 de mayo de 1982) es un exfutbolista francés que jugaba como guardameta.
En junio de 2018 anunció su retirada a pesar de contar con ofertas de equipos que militaban en la Ligue 2 para continuar con su carrera.

## Clubes
| Club                    | País    | Año       |
| ----------------------- | ------- | --------- |
| Montpellier H. S. C.    | Francia | 2002-2018 |
| F. C. Libourne (cedido) | Francia | 2008      |

## Palmarés

### Títulos nacionales
| Título  | Club                 | País    | Año     |
| ------- | -------------------- | ------- | ------- |
| Ligue 1 | Montpellier H. S. C. | Francia | 2011-12 |